# باتي فينديك
باتي فينديك (بالإنجليزية: Patty Fendick)‏ مواليد 31 مارس 1965 في ساكرامنتو، الولايات المتحدة، هي لاعبة كرة مضرب أمريكية سابقة بدأت مسيرتها كمحترفة سنة 1982 وكانت تلعب باليد اليمنى، اعتزلت اللعب في 1995. كما أنها إحدى بطلات الجراند سلام. أعلى تصنيف لها في الفردي كان المركز الـ 19 في سنة 1989.

## بطولات حققتها
- بطولة أستراليا المفتوحة للتنس

## النهائيات

### زوجي السيدات: 5 (الألقاب 1, الوصافة 4)
| الحصيلة | السنة | البطولة                       | الأرضية | الشريك           | المنافس في النهائي             | النتيجة في النهائي |
| الوصافة | 1988  | بطولة أمريكا المفتوحة للتنس   | صلبة    | جيل هيذرنجتون    | جيجي فرنانديز روبن وايت        | 6–4, 6–1           |
| الوصافة | 1989  | بطولة أستراليا المفتوحة للتنس | صلبة    | جيل هيذرنجتون    | مارتينا نافراتيلوفا بام شرايفر | 3–6, 6–3, 6–2      |
| الوصافة | 1990  | أستراليا المفتوحة             | صلبة    | ماري جو فرنانديز | يانا نوفوتنا هيلينا سيكوفا     | 7–6(7–5), 7–6(8–6) |
| الفوز   | 1991  | أستراليا المفتوحة             | صلبة    | ماري جو فرنانديز | جيجي فرنانديز يانا نوفوتنا     | 7–6(7–4), 6–1      |
| الوصافة | 1994  | أستراليا المفتوحة             | صلبة    | ميريديث ماكغراث  | جيجي فرنانديز نتاشا زفريفا     | 6–3, 4–6, 6–4      |

## روابط خارجية
- باتي فينديك على موقع رابطة محترفات التنس (الإنجليزية)
- باتي فينديك على موقع الاتحاد الدولي لكرة المضرب (الإنجليزية)
- باتي فينديك على موقع كأس بيلي جين كينغ (الإنجليزية)
- باتي فينديك على موقع خلاصة التنس.كوم (الإنجليزية)